# 621st Contingency Response Wing
Il 621st Contingency Response Wing è uno Stormo di supporto dell'Air Mobility Command, inquadrato nell'USAF Expeditionary Center. Il suo quartier generale è situato presso la Joint Base McGuire-Dix-Lakehurst, nel New Jersey.

## Missione
Lo stormo è altamente specializzato nell'addestramento e nel  dispiegamento rapido del personale per attivare velocemente campi d'aviazione e stabilire, espandere, sostenere e coordinare le operazioni di mobilità aerea. 

## Organizzazione
Attualmente, al settembre 2017, esso controlla:
- 621st Contingency Response Group
  - 321st Contingency Response Squadron
  - 621st Contingency Response Squadron
  - 621st Contingency Response Support Squadron
- 621st Air Mobility Advisory Group
  - 321st Air Mobility Operations Squadron
  - 621st Air Mobility Operations Squadron
  - 571st Mobility Support Advisory Squadron
  - 818th Mobility Support Advisory Squadron
  - 621st Mobility Support Operations Squadron
- 821st Contingency Response Group
  - 821st Contingency Response Squadron
  - 921st Contingency Response Squadron
  - 821st Contingency Response Support Squadron